# Margherita Boniver
Margherita Boniver (ur. 11 marca 1938 w Rzymie) – włoska polityk, parlamentarzystka, w latach 1991–1993 minister.

## Życiorys
Urodziła się w rodzinie dyplomaty, do 1962 mieszkała głównie poza granicami kraju: w Waszyngtonie, Bukareszcie i Londynie. Z wykształcenia specjalistka w zakresie stosunków międzynarodowych. W 1973 założyła włoski oddział Amnesty International, którym kierowała do 1980. W tym samym roku z ramienia Włoskiej Partii Socjalistycznej (PSI) objęła wakujący mandat senatora, który wykonywała do końca VIII kadencji w 1983.
Była członkinią władz krajowych socjalistów. W latach 1987–1989 sprawowała mandat posłanki do Parlamentu Europejskiego II kadencji. Od 1987 do 1992 zasiadała w Izbie Deputowanych X kadencji, następnie do 1994 w Senacie XI kadencji. W kwietniu 1991 została ministrem bez teki do spraw diaspory i imigracji w ostatnim rządzie Giulia Andreottiego. Funkcję tę pełniła do czerwca 1992, po czym do kwietnia 1993 była ministrem turystyki w gabinecie Giuliana Amato.
W 1999 dołączyła do ugrupowania Forza Italia, z którym później współtworzyła Lud Wolności. W latach 2001–2006 w dwóch rządach Silvia Berlusconiego była podsekretarzem stanu w resorcie spraw zagranicznych. Od 2006 do 2013 wykonywała mandat posłanki do Izby Deputowanych XV i XVI kadencji.
Odznaczona m.in. Legią Honorową V klasy (2013).